# خطوط عريضة لعلم الوراثة
خطوط عريضة لعلم الوراثة
تُوفر المواضيع المرتبطة التالية كنظرة عامة ودليل موضوعي لعلم الوراثة:
علم الوراثة-علم الجينات والوراثة والاختلاف في الكائنات الحية. يتعامل علم الوراثة مع التركيب الجزيئي ووظيفة الجينات، وسلوك الجينات في سياق الخلية أوالكائن الحي (مثل السيادة وعلم التخلق)، وأنماط الوراثة من الوالدين إلى النسل، وتوزيع الجينات، والتنوع والتغير في الوراثيات السكانية.

## مقدمة في علم الوراثة
- مقدمة في علم الوراثة
  - علم الوراثة
    - كروموسوم
    - حمض نووي ريبوزي منقوص الأكسجين
    - تنوع جيني
    - انحراف وراثي
    - مجموع مورثي
    - الوراثة (توريث)
    - طفرة
    - نوكليوتيد
    - حمض نووي ريبوزي

  - مدخل إلى التطور
    - التطور
    - الاصطناع التطوري الموسع
    - تطفر الأنواع
    - اصطفاء طبيعي
    - انقراض
    - تكيف
    - تعدد الأشكال (علم الأحياء)
    - انسياب المورثات
    - تنوع حيوي
    - جغرافيا حيوية
    - شجرة تطور السلالات
    - علم التصنيف (أحياء)
    - وراثة مندلية
    - تطور جزيئي

## فروع علم الوراثة
- علم الوراثة الكلاسيكي
- علم الوراثة التنموية
- علم الوراثة المحافظة
- علم الوراثة البيئي
- علم الوراثة التطوري
- هندسة وراثية
  - ميتاجينكس
- علم الأوبئة الوراثية
  - علم الوراثة الأثري
    - علم الوراثة الأثري للشرق الأدنى
- وراثة نسبة الذكاء
- فحص جيني
- علم الجينوم
- علم الوراثة البشري
  - علم الوراثة التطوري البشري
  - علم الوراثة البشري للميتوكندريا
- علم الوراثة الطبية
- علم وراثة الأحياء الدقيقة
- علم الوراثة الجزيئي
- علم الوراثة العصبية
- وراثيات سكانية
- علم الوراثة النباتية
- علم الوراثة النفسي
- علم وراثة كمومي
- علم الوراثة الإحصائي

### مجالات متعددة التخصصات تشمل علم الوراثة
- علم الإنسان التطوري

## تاريخ علم الوراثة
تاريخ علم الجينات

### التاريخ الطبيعي لعلم الوراثة
- تاريخ التطور الجزيئي
- تصنيف تفرعي
- حفرية انتقالية
- حدث الانقراض
- التسلسل الزمني للتاريخ التطوري للحياة

### تاريخ العلوم لعلم الوراثة
تاريخ علم الجينات
- المفاهيم القديمة للوراثة
- تجارب على تهجين النبات
- تاريخ الفكر التطوري
- تاريخ الهندسة الوراثية
- تاريخ علم الجينوم
- تاريخ علم الأحياء القديمة (علم الأحافير)
- تاريخ علم النبات التصنيفي
- مشروع جينوم النيادرتال
- التسلسل الزمني لعلم الأحافير

## مفاهيم عامة في علم الوراثة
- جزيئات
  - أحماض أمينية
  - قاعدة نووية
    - أدينين
    - سايتوسين
    - غوانين
    - ثايمين
    - يوراسيل
- فيروسات غدانية
- جسم مضاد
- بكتيريا
- كودون
- حمض نووي ريبوزي منقوص الأكسجين
- حمض نووي ريبوزي رسول
  - mRNA
- إنزيم
- إكسون
- إنترون
- نوكليوتيد
- أليل
- نموذج حيواني
- مضادة لاتجاه النسخ (مضاد للتعبير الجيني)
- الموت المبرمج للخلية الحية (استماتة)
- صبغية جسمية سائدة
- صبغي جسمي
- صبغي البكتيريا الصناعي (BAC)
- زوج قاعدي
- عيب خلقي
- زراعة نخاع العظم
- سرطان
- جين مرشح
- سرطانة
- ناقل
- مكتبة الدنا المتمم
- خلية
- سنتي مورغان
- قسيم مركزي (السنترومير)
- كروموسوم
- انتقال كروموسومي
- استنساخ
- عيب خلقي
- متجاورة
- تعظم الدروز الباكر
- تليف كيسي
- خريطة الكروموسومات
- حذف
- داء السكري
- ثنائي الصيغة الصبغية
- تضاعف الحمض النووي الريبوزي منقوص الأكسجين
- تسلسل الحمض النووي الريبوزي منقوص الأكسجين
- صفة سائدة
- لولب الحمض النووي المزدوج
- تكرار
- رحلان كهربائي
- خلية ليفية يافعة
- تهجين موضعي متألق (FISH)
- جين
- تضخيم جيني
- تعبير جيني
- مكتبة الجينات
- خارطة جينية
- تجميعة الجينات
- علاج جيني
- نقل الجينات
- شيفرة جينية
  - قاعدة نووية ATGC
- استشارة وراثية
- ارتباط جيني
- خريطة جينية
- علامة جينية
- التحري الوراثي (الجيني)
- مجموع مورثي (جينوم)
- نمط جيني
- خط جنسي
- أحادي الصيغة الصبغية (فرداني)
- قصور فرداني
- خلية جذعية مكونة للدم
- متغاير الزيجوت
- تسلسل محفوظ بشدة
- اندماج مقدم الدماغ
- تأشيب متماثل
- زيجوت متماثلة الألائل
- الكروموسوم الاصطناعي البشري
- مشروع الجينوم البشري
- فيروس العوز المناعي البشري
  - نقص المناعة المكتسبة (الإيدز)
- تهجين
- علاج مناعي
- تهجين موضعي
- موروث
- غرز
- حقوق الملكية الفكرية
- الحديقة الجوراسية (علم الوراثة)
- علم النواة الخلوية
- ضربة قاضية
- ابيضاض الدم (اللوكيميا)
- قائمة الاختلالات الوراثية البشرية
- موقع كروموسومي
- تحليل الارتباط البارامتري (درجة LOD)
- خلية لمفاوية
- تشوه
- خارطة جينية
- علامة جينية
- ورم ميلانيني
- غريغور يوهان مندل
- وراثة مندلية
- طور تالي (استوائي)
- تقنية نسق مايكروي
- التكرارات المترادفة القصيرة
- دنا متقدرة
- أحاد الصبغي
- نموذج فأر
- تكون الورم الصماوي المتعدد النوع 1
  - مينين MEN1
- طفرة
- دي أن إيه غير مشفر
- عدم التوجيه
- طفرة غير منطقية
- لطخة نورثرن
- تسلسل الحمض النووي
- نواة
- قليل النوكليوتيد
- جين ورمي
- فيروس ورمي
- بي53 (البروتين53)
- نظرية الوراثة الجسيمائية
- براءة اختراع
- شجرة النسب
- ببتيد
- نمط ظاهري
- خريطة مادية
- كثرة الأصابع
- تفاعل البوليمراز المتسلسل (PCR)
- تعدد الأشكال
- الاستنساخ الموضعي
- نقص المناعة الأولي
- مشرع (البادئ)
- مسبار التهجين
- محفز
- نواة أولية
- ببتيداز
- بروتين
- جين كاذب
- متنحية
- حمض نووي معاد التركيب
- مثبط
- إنزيمات الاقتطاع
- تعدد أطوال جزء الحصر(RFLP)
- فيروس راجع
- حمض نووي ريبوزي (RNA)
- ريبوسوم
- الإبلاغ عن المخاطر
- المقرات واصمات التسلسل(STS)
- كروموسوم جنسي
- ترابط جنسي
- تسلسل البندقية
- تعدد أشكال النوكليوتيدات المفردة (SNPs)
- خلية جسدية
- لطخة ساوثرن
- النمط النووي الطيفي (SKY)
- استبدال (طفرة نقطية)
- جين الانتحار
- متلازمة
- نقل التقانة
- جين متحور
- تثلث صبغي
- جين كابت للورم
- ناقل
- لطخة ويسترن
- كروموسوم اصطناعي للخميرة (YAC)

## التعديل الوراثي
- هندسة وراثية
- كائنات معدلة وراثياً
- أغذية معدلة وراثياً
- نباتات معدلة وراثياً
- نورمان بورلاوج

## البحوث الجينية والداروينية
- تسلسل الحمض النووي الريبوزي منقوص الأكسجين
- علم الوراثة الطبية
- علم الجينوم
- الأفكار التطورية لعصر النهضة والتنوير
- أصل الأنواع
- تشارلز داروين
- كسوف الداروينية

## مفاهيم التطور
- سلف مشترك
- أدلة السلف المشترك
- انتواع
- تعاون (تطور)
- تشعب تكيفي
- تطور مشترك
- تطور تباعدي
- تطور تقاربي
- تطور متواز
- علم الأحياء النمائي التطوري
- علم الأحياء التطوري
- التاريخ التطوري للحياة
- تطور الإنسان
- تصنيف تطوري

## علماء الوراثة

### علماء الوراثة الكلاسيكية
- غريغور يوهان مندل
- هوغو دي فريس
- وليام باتسون
- توماس مورغان
- الفريد ستورتيفانت
- رونالد فيشر
- فريدريك غريفيث
- جان براشيه
- إدوارد تاتوم
- جورج بيدل

### علماء الوراثة في عصر الحمض النووي
- آزوولد إيفري
- كولن مكلاود
- إروين تشارغاف
- باربرا مكلنتوك
- جيمس واتسون
- فرنسيس كريك

### علماء الوراثة في عصر الجينوم
- فرانسيس كولينز
- والتر فيرس
- إريك لاندر
- كاري موليس
- لابتشي تسوي
- فردريك سانغر

## منظمات ذات صلة بعلم الوراثة
- قائمة منظمات البحث في علم الوراثة